# Krasnodar kraj
Krasnodar kraj (ryska: Краснодарский край, Krasnodarskij kraj) är en region, ett kraj, i södra Ryssland med en yta på 76 000 km² och lite mer än 5 miljoner invånare. Den administrativa huvudorten är Krasnodar. Andra stora städer är Armavir, Anapa, Beloretjensk, Gelendzjik, Gorjatjij Kljutj, Jejsk, Kropotkin, Krymsk, Labinsk, Novorossijsk, Slavjansk-na-Kubani, Sotji, Tichoretsk, Timasjovsk och Tuapse.